# Frithjof Ulleberg
Frithjof Ulleberg (Kristiania, 10 de setembre de 1911 - Oslo, 31 de gener de 1993) fou un futbolista noruec de la dècada de 1930.
Fou jugador del Lyn Oslo. Disputà 14 partits amb la selecció de futbol de Noruega, amb la qual guanyà la medalla de bronze als Jocs Olímpics de 1936 i participà en el Mundial de 1938, com a jugador reserva.